# Out of Range
Out of Range è il quinto album in studio della cantautrice statunitense Ani DiFranco, pubblicato nel 1994.

## Tracce
1. Buildings and Bridges – 4:05
2. Out of Range (acoustic) – 3:46
3. Letter to a John – 3:48
4. Hell Yeah – 5:01
5. How Have You Been – 4:29
6. Overlap – 3:44
7. Face Up and Sing – 2:53
8. Falling Is Like This – 3:01
9. Out of Range (electric) – 3:25
10. You Had Time – 5:49
11. If He Tries Anything – 3:15
12. The Diner – 4:39